# Distrito de Río Tambo
El Distrito de Río Tambo es uno de los nueve distritos que conforman la Provincia de Satipo, ubicada en el Departamento de Junín, bajo la administración del Gobierno regional de Junín, en el Perú. Las etnias amazónicas asháninka, kakinte y machiguenga, que representan el 80% de la población total del distrito. En particular, la población asháninka es la más numerosa de la Amazonía peruana, motivo por el cual al distrito de Río Tambo se le conoce también como la "Gran nación asháninka".
Desde el punto de vista jerárquico de la Iglesia católica, forma parte de la Vicariato apostólico de San Ramón.

## Historia
El distrito fue creado mediante Ley N° 9801 del 29 de enero de 1943, en el primer gobierno del Presidente Manuel Prado Ugarteche.

## Geografía
Abarca una superficie de 10 350 km².
GIUGMLJ

## División administrativa
Centros Poblados :
Urbanos :
Puerto Prado, con 1929 hab.
Puerto Ocopa, con 915 hab.
Poyeni, con 1 666 hab.
Rurales :
Anapate, con 247 hab.
Cana Edén, con 1100 hab.
Oviri, con 368 hab.
San Antonio de Cheni, con 658 hab.
Tsoroja, con 366 hab.
Víctor Raúl Haya de la Torre, con 167 hab.

## Capital
El distrito de Rio Tambo tiene como su capital la Localidad de Puerto Prado , ubicado a 362 m s. n. m. con 1929 habitantes y 2000 viviendas.

## Autoridades

### Municipales
- 2023 - 2026
  - Alcalde: Digna Sucari Maldonado
  - Regidores: Rogelio Ricardo Rojas, Betty Peña Crespo, Wilfredo Samuel Merina, Marleni Bautista Berrocal, Semeney Sebastian Maximo, Jayleer Fermin Mery, Dina Mariluz Vargas Alvi

- 2019 - 2022[2]
  - Alcalde: Luis Antonio Buendía Vásquez, del Movimiento Caminemos Juntos (Trébol).
  - Regidores:  Guillin Nilo Tomas Maguiño, Engelman Quispe Cárdenas, Elva Kamaiteri Castro, Tomas Linder Porekahuanti Rojas, Willy Villar Mendizabal, Micaela Bustamante Sagastizabal, Edinson Gadiel Ardiles Fabian, Manuel Avenchari Shimbi, Donato Gadeon Marcos Manrique
- 2019-2022
  - Alcalde: Luís Antonio Buendía Vásquez (Lucho Buendía).

### Policiales
- Comisario: Cmdte. PNP  .

### Religiosas
- Vicariato apostólico de San Ramón
  - Obispo: Anton Gerardo Antonio Žerdín Bukovec, O.F.M..
- Parroquia Santa Teresita[3]
  - Párroco: Pbro. Teodorico Castillo, OFM.